# Masato Harada
Masato Harada (原田 眞人, Harada Masato) (nascut el 3 de juliol de 1949}} és un director de cinema, crític de cinema i, de vegades, actor japonès; és més conegut pel públic estranger com Omura a L'últim samurai i com a Mr Mita a Fearless. En els seus dos papers d'actuació va retratar el dolent que vol que el Japó s'occidentalitzi sota la Restauració Meiji mentre intenta eliminar les antigues maneres.

## Biografia
Harada va néixer a Numazu, Shizuoka i es va graduar a l'Higashi High School. El 1972 va anar a Londres per aprendre anglès. Després va assistir al Tokyo College of Photography i a la Universitat Pepperdine, on va passar molts anys formant-se com a cineasta. Es va casar amb el periodista Mizuho Fukuda el 1976.
Harada va fer el seu debut com a director l'any 1979. Va col·laborar i va mostrar les seves obres a Europa i als Estats Units i va treballar com a traductor de subtítols de l'anglès al japonès per a nombroses pel·lícules americanes que es van projectar al Japó.
Com a actor, va aparèixer a L'últim samurai d’Edward Zwick el 2003. i Fearless de Ronny Yu el 2006.

## Estil i influències
En una entrevista de 2001, Harada va declarar que Howard Hawks era el seu mentor.

## Filmografia
Com a director
- 1979 : Saraba eiga no tomoyo: Indian samā (さらば映画の友よ インディアンサマー)
- 1984 : Uindī (ウインディー)
- 1985 : Tosha 1/250 byō Out of Focus (盗写 1/250秒 OUT OF FOCUS)
- 1986 : Paris-Dakar 1500 (PARIS-DAKAR 15000 栄光への挑戦, Paris-Dakar 1500: Eikō e no chōsen)
- 1986 : O-nyanko za mūbi Kiki ippatu! (おニャン子ザ・ムービー 危機イッパツ!)
- 1987 : Saraba itoshiki hito yo (さらば愛しき人よ, Saraba itoshiki hito yo)
- 1989 : Ganheddo (ガンヘッド, Ganheddo)
- 1994 : Peinteddo dezāto (ペインテッド・デザート, Peinteddo dezāto)
- 1995 : Kamikaze Taxi
- 1995 : Toraburu shūtā (トラブルシューター, Toraburu shūtā)
- 1996 : Eikō to kyōki (栄光と狂気, Eikō to kyōki)
- 1997 : Bounce ko gals (バウンス ko GALS, Baunsu ko gaurusu)
- 1999 : Kin'yū fushoku rettō: Jubaku (金融腐蝕列島 呪縛)
- 2001 : Inugami (狗神, Inugami)
- 2002 : Totsunyū seyo! Asama sansō jiken (突入せよ! あさま山荘事件, Totsunyū seyo! Asama sansō jiken)
- 2005 : Jiyū ren'ai (自由戀愛)
- 2007 : Densen uta (伝染歌)
- 2007 : Mōryō no hako (魍魎の匣)
- 2008 : Kuraimāzu hai (クライマーズ・ハイ, Kuraimāzu hai)
- 2011 : Waga haha no ki (わが母の記, Waga haha no ki)
- 2013 : Return (リターン, Ritān)
- 2015 : Kakekomi (駆込み女と駆出し男, Kakekomi onna to kakedashi otoko)
- 2015 : Nippon no ichiban nagai hi (日本のいちばん長い日, Nippon no ichiban nagai hi)
- 2017 : Sekigahara (関ヶ原, Sekigahara)
- 2018 : Kensatsugawa no zainin (検察側の罪人, Kensatsugawa no zainin)
- 2020 : Moeyo ken (燃えよ剣, Moeyo ken)
- 2022: Hell Dogs (2022)[4]
- 2023 Bad Lands (2023)[5]

Com a actor
- L'últim samurai (2003) - Mr. Omura
- Fearless (2006) - Mr. Mita